# Pavol Peter Gojdič
Pavol Peter Gojdič (Ruské Pekľany, 17 luglio 1888 – Leopoldov, 17 luglio 1960) fu un monaco basiliano, vescovo eparca di Prešov. Morì in prigionia sotto il regime comunista. È stato beatificato come martire da papa Giovanni Paolo II nel 2001.

## Biografia
Pavol Peter Gojdič nacque il 17 luglio 1888 a Ruská Pekľany, vicino a Prešov, figlio di Štefan Gojdič, presbitero di rito bizantino, e della madre Anna, nata Gerberyová. Al battesimo ricevette il nome di Peter.

### Formazione e ministero sacerdotale
Frequentò le scuole dapprima a Cigeľka, in seguito a Bardejov e a Prešov. Proseguì gli studi al ginnasio di Prešov, ove conseguì la maturità nel 1907. Sentendo la vocazione per il sacerdozio, iniziò a studiare teologia al seminario di Prešov. Studente brillante, fu inviato dopo un anno a Budapest. Già in seminario, come teologo, si attenne alla massima per cui «La vita non è difficile, ma molto seria», che seguì durante tutta la  vita. Dopo aver completato gli studi il 27 agosto 1911 a Prešov, fu ordinato sacerdote dall'eparca di Prešov Ján Vályi. Il giorno successivo celebrò la sua prima divina liturgia a Cigeľka. Dopo l'ordinazione, prestò servizio come cappellano di suo padre. Dopo un anno fu nominato prefetto del collegio eparchiale e allo stesso tempo catechista a scuola. Dopodiché divenne segretario e archivista di curia, e fu anche incaricato come cappellano di Sabinov. Nel 1919 divenne direttore dell'ufficio vescovile.
Con grande sorpresa di tutti nel 1922, il 20 luglio si unì all'Ordine basiliano di San Giosafat a Černeča Hora vicino a Mukačevo e dopo la vestizione prese il nome di Pavol. Ciò era dovuto alla sua modestia, all'umiltà, al desiderio di vivere come asceta e di servire Dio. Tuttavia, presto gli fu affidato un importante ruolo pastorale. Il 14 settembre 1926 fu nominato amministratore apostolico dell'eparchia di Prešov.
Il suo primo atto ufficiale come amministratore dell'eparchia di Prešov fu la firma di una lettera pastorale in occasione del 1100º anniversario della nascita di San Cirillo, apostolo degli slavi, sottoscritta insieme all'eparca di Mukačevo Petro Gebej e dell'eparca di Križevci Dionýz Njarady.

### Ministero episcopale
Il 7 marzo 1927 papa Pio XI lo nominò vescovo titolare di Arpasa. Ricevette l'ordinazione episcopale il 25 marzo successivo nella basilica di San Clemente a Roma dall'eparca di Križevci Dionýz Njarady, co-consacranti l'esarca apostolico degli Stati Uniti d'America Konštantín Bohačevskyj e l'eparca di Przemyśl, Sambir e Sanok Josafat Kocylovs'kyj.
Dopo la consacrazione episcopale, visitò la basilica di San Pietro e pregò sulla tomba dell'apostolo. Il 29 marzo 1927 fu ricevuto in udienza personale da papa Pio XI con il vescovo Njarady. Il Papa gli regalò una croce d'oro, dicendogli: «Questa croce è solo un debole simbolo di quelle grandi croci che il Signore Dio, figlio mio, ti invierà nel tuo ministero episcopale». Come motto scelse l'espressione: "Dio è amore, amiamolo!"
Come vescovo fu sempre fedele a Roma e agli apostoli slavi; come slavo amava molto il rito bizantino. Era molto interessato alla corretta celebrazione liturgica e dell'osservanza delle feste in chiesa. Come risultato delle nuove condizioni ha istituito nuove parrocchie a Praga, Bratislava, Levoča e altrove. Grazie alla sua diligenza, a Prešov fu costruito un orfanotrofio, che affidò alle suore. Le sue attività nel campo dell'educazione furono significative, come documentato dalla fondazione del ginnasio greco-cattolico di Prešov nel 1936. Sostenne anche la scuola magistrale, il seminario e i collegi. Si prese cura di tutte le pubblicazioni editoriali di letteratura spirituale, raccolte nella rivista Blahovistnik e poi in Da prijdet carstvije Tvoje.
Sua caratteristica fu l'amore fervente per l'Eucaristia, costantemente rafforzato dall'adorazione nella sua cappella episcopale. Un'altra caratteristica altrettanto era la devozione per il Cuore di Gesù, al quale si era consacrato già nel seminario di Budapest: ogni mattina si rivolgeva al Sacro Cuore dicendo: "Offro tutte le preghiere, i sacrifici e le croci in riparazione dei peccati di tutto il mondo!". Era un grande devoto della Madre di Dio e come devoto mariano nella sua cappella episcopale aveva un'effigie della Madonna di Klokočov davanti alla quale pregava ogni giorno e comandava l'intera eparchia sotto la sua protezione e assistenza.
Il 13 aprile 1939 fu nominato amministratore apostolico per i territori dell'eparchia di Mukačevo che si trovavano in territorio slovacco. Nelle difficili condizioni dello stato slovacco, divenne inviso al governo e presentò le dimissioni. Tuttavia, il Papa apprezzò i suoi sforzi e non solo non accettò le dimissioni, ma lo nominò eparca di Prešov. Così, l'8 agosto 1940 fu solennemente intronizzato a Prešov e successivamente, il 15 gennaio 1946, fu confermato nella giurisdizione sui cattolici di rito bizantino di tutta la Cecoslovacchia.
Il promettente sviluppo della vita religiosa e spirituale nell'eparchia, che si sviluppò secondo l'esempio personale e lo zelo di monsignor Gojdič, fu interrotto sia dagli eventi bellici sia soprattutto dal colpo di Stato comunista del 1948. La politica comunista prevedeva la soppressione della Chiesa greco-cattolica slovacca. Il vescovo Gojdič si oppose al Partito Comunista e ai suoi tentativi di convertire alla Chiesa ortodossa i cattolici di rito bizantino, conscio che avrebbe dovuto affrontare persecuzioni e prigionia e persino la morte. Gradualmente, fu isolato dal clero e dai fedeli. Mentre era sotto una forte pressione per rinunciare alla fede cattolica e rompere l'unità con il Papa, rifiutò tutte le offerte allettanti, dicendo: «Ho 62 anni e sacrifico tutte le mie proprietà e residenza, ma in nessun caso tradirò la mia fede, perché voglio che la mia l'anima sia salvata».
Nelle tragico sabato di Prešov, il 28 aprile 1950, con cui la Chiesa greco-cattolica slovacca fu dichiarata fuorilegge e furono proibite le sue attività, il vescovo Pavol Gojdič fu arrestato e internato.
Tra l'11 e il 15 gennaio 1951 fu imputato con i vescovi Ján Vojtaššák, vescovo di Spiš, e Michal Buzalka, vescovo ausiliare di Trnava, in un processo farsa. Gojdič fu condannato all'ergastolo, al pagamento di 200 000 corone di ammenda e alla perdita di tutti i diritti civili. Subì continui trasferimenti da una prigione all'altra: Praga-Ruzyně, Valdice, Ilava, Leopoldov. Fu sottoposto a pressioni fisiche e psicologiche, fu umiliato, gli furono riservate le mansioni più difficile e meschino. Tuttavia, non protestò mai, né chiese favori. Ogni tanto usava la preghiera e segretamente celebrava la liturgia. In seguito all'amnistia del 1953 concessa dal presidente Antonín Zápotocký, la sua condanna all'ergastolo fu tramutata in 25 anni di prigione. A quel tempo, il vescovo aveva 66 anni e la sua salute continuava a peggiorare. Tuttavia, ulteriori richieste di grazia, a causa delle malattie e dell'età, furono sempre respinte.
Sarebbe potuto uscire dal carcere duro se avesse rinnegato la Chiesa e il Papa. Gli furono fatte varie offerte: nella prigione di Ruzyně si trovò di fronte in una stanza di rappresentanza un ufficiale in alta uniforme, che gli disse che sarebbe partito direttamente per Prešov se fosse stato disposto a diventare un patriarca della Chiesa ortodossa in Cecoslovacchia. Il vescovo respinse questa profferta, dicendo sarebbe stato un peccato terribile contro Dio, un tradimento del Santo Padre, alla propria coscienza e dei credenti, molti dei quali soffrivano.
Anche nei momenti più difficili, cercò di fare la volontà di Dio, come testimoniano le sue parole: “Non so se varrebbe la pena sostituire la corona del martirio in due o tre anni di libertà. Ma lo lascerò dedicare al caro Signore Dio”. In occasione del suo settantesimo compleanno, papa Pio XII gli inviò un telegramma in carcere: gli assicurò che non aveva dimenticato il suo figlio eroico.
Il grande desiderio del vescovo Gojdič era di morire con i sacramenti e il giorno del suo compleanno. Entrambi i desideri furono soddisfatti.
Il padre Alojz Vrána fu trasferito nella stanza d'ospedale della prigione di Leopoldov, dove Gojdič trascorse i suoi ultimi giorni, e lo poté confessare. Il testimone oculare degli ultimi momenti della sua vita fu il suo compagno prigioniero František Ondruška. Confermò che il desiderio del vescovo fu esaudito, perché morì nell'infermeria del carcere di Leopoldov il 17 luglio 1960, il giorno del suo 72º compleanno per un cancro. Fu quindi seppellito senza funerali nel cimitero della prigione, in una tomba anonima, sotto il numero di matricola 681.

## Il culto e la memoria
Nel 1968 durante la primavera di Praga le autorità statali permisero molte esumazioni, fra cui quella dei resti del vescovo Gojdič. L'esumazione ebbe luogo il 29 ottobre 1968 e le spoglie furono traslate a Prešov. Con la normalizzazione il corpo del vescovo fu collocato nella cripta della cattedrale di Prešov. Dal 15 maggio 1990 fu nuovamente trasferito in una  cappella laterale della cattedrale, in un grande sarcofago.
Le lettere pastorali, le riflessioni e le meditazioni religiose, gli estratti di sermoni e discorsi, ma soprattutto il suo esempio personale, sono il patrimonio spirituale che ha lasciato.
Il 4 novembre 2001 il vescovo Pavol Gojdič fu beatificato a Roma da papa Giovanni Paolo II.
L'11 novembre 2003 fu dichiarato cittadino onorario di Prešov alla memoria.
Il 21 dicembre 2004 la regione di Prešov gli ha conferito il Premio regionale alla memoria.
Il 27 gennaio 2008, il beato Pavol Peter Gojdič ha ricevuto il titolo di Yad Vashem - Giusto tra le nazioni per aver soccorso gli ebrei a Bratislava durante l'Olocausto.

## Genealogia episcopale e successione apostolica
La genealogia episcopale è:
- Arcivescovo Atanas Mihajlov Chalakov
- Arcivescovo Nilo Isvoroff
- Vescovo Lazzaro Mladenoff, C.M.
- Vescovo Dionýz Njaradi
- Vescovo Pavol Peter Gojdič, O.S.B.M.

La successione apostolica è:
- Vescovo Alexander Stojka (1932)
- Vescovo Vasiľ Hopko (1947)